# Eudokia Angelina
Eudokia Angelina, död 1211, var furstinna av Serbien 1196–1198, som gift med tsar Stefan Nemanja. 